# Jordan Houghton
Jordan Alexander Houghton je anglický profesionální fotbalový záložník, který nastupuje za rezervy a akademie anglického klubu Chelsea FC.

## Klubová kariéra

### Chelsea
V osmi letech se připojil k akademii Chelsea. V listopadu 2014 podepsal s klubem svůj první profesionální kontrakt, který ho v klubu udrží do sezóny 2016/17.

### Gillingham (hostování)
20. června 2015 odešel na půlroční hostování do Gillinghamu. Debutoval 8. srpna proti Sheffield United. Odehrál celý zápas (výhra 4:0). 2. ledna 2016 Jordan potvrdil, že jeho hostování v Gillinghamu nebylo prodlouženo a že se vrátí zpět do Chelsea.

## Reprezentační kariéra
Jordan reprezentuje Anglii ve výběru do 20 let. Nastupoval také za kategorie U16 a U17.